# Elodes thoracica
Elodes thoracica is een keversoort uit de familie moerasweekschilden (Scirtidae). De wetenschappelijke naam van de soort werd in 1843 gepubliceerd door Félix Édouard Guérin-Méneville.